# Luisa Bresser
Luisa Bresser Srour (São Paulo, 1 de setembro de 2006) é uma atriz, cantora, bailarina e influenciadora digital brasileira. Desde a infância, se interessou por música e atuação. Assim, iniciou uma preparação intensa em ballet clássico, atuação, sapateado, preparação de voz e orientação de carreira vocal, entre outras escolas.
Como influenciadora, conta com mais de 2 milhões de seguidores em diferentes redes sociais. Assim, destaca-se entre as recentes gerações da Família Bresser.

## Formação e preparo
Para a intensa jornada de trabalhos e o rápido sucesso obtido, Luisa Bresser contou com a orientação de diversos profissionais de renome, como: em ballet clássico na escola Lucianne Murta, atuação no Teatro Escola Célia Helena, coach com Lígia Cortez, preparação de voz com a fonoaudióloga Silvia Pinho, orientação de carreira vocal com a coach Andreia Vitfer, sapateado com Chris Matallo e aulas no Studio Broadway. Atuou nos musicais Billy Elliot, Escola do Rock, Heathers (School Edition), Charlie e a Fantástica Fábrica de Chocolate e na novela Poliana Moça no SBT.

## Família

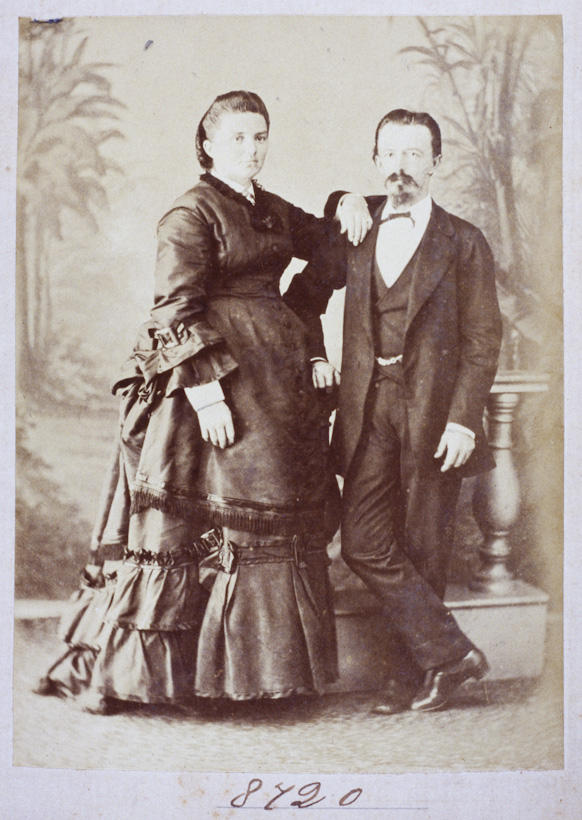
Prof. Alfredo Bresser da Silveira, trisavô de Luisa Bresser. Primeiro de um ramo de educadores com diversas escolas fundadas. Registro conservado no Museu do Ipiranga

Luisa Bresser é parte da mais nova geração do ramo Bresser Srour da Família Bresser, reconhecida por seus trabalhos educacionais. É filha de Daniel Bresser, investidor e diretor da Escola Móbile, e Jenniffer Bresser, artista responsável por ateliê que confecciona lembranças para as festas de diversas celebridades. Desse modo, ela é:
- neta de Robert Henry Srour, ex-presidente da Empresa Metropolitana de Transportes Urbanos de São Paulo e da Companhia Paulista de Obras e Serviços, sendo autor de diversos livros sobre ética empresarial,[4] e de Maria Helena Bresser da Silveira, fundadora da Escola Móbile, pedagoga e psicóloga;[5]
- bisneta do Dr. Nilo Bresser da Silveira, médico da FMUSP, e sobrinha-bisneta do General José Bresser da Silveira, médico oftalmologista, cônsul, Grão-Mestre da Ordem dos Cavaleiros de São Paulo Apóstolo, fundador da Cadeira de Nº 13 da Academia Cristã de Letras, fundador do primeiro banco de olhos do Brasil, com técnicas destacadas em transplante de córnea;
- trineta de Alfredo Bresser da Silveira, educador, vice-presidente da Associação Beneficente do Professorado Público e pioneiro das publicações sobre educação no Brasil, vindo a ser diretor das principais instituições paulistanas de ensino, é lembrado em uma escola estadual e numa rua de Santana, em São Paulo.
- tetraneta de Clara Albertina Bresser, e sobrinha-tetraneta de Carlos Augusto Bresser, pioneiro da indústria paulista, filantropo, juiz de paz, fundador do bairro do Brás, Diretor da Cia. de Calçamentos e Edificações e vereador de São Paulo;
- pentaneta de Carlos Abrão Bresser, Diretor de Estradas de São Paulo, vindo a convite de Dom Pedro I, a realizar a primeira planta da cidade de São Paulo, dentre outras obras de importância para a expansão daquela que viria a ser a maior cidade do Hemisfério Sul; e sobrinha-pentaneta do Marechal Daniel Pedro Müller, "Patriarca da Estatística" no Brasil, Governador das Armas de Santa Catarina, membro do Governo Provisório de São Paulo e assessor de D. Pedro I;
- hexaneta de João Guilherme Christiano Müller, Deputado da Real Mesa do Desembargo do Paço, Diretor da Academia Real das Sciencias de Lisboa, professor da Corte e bibliotecário da Rainha Maria I de Portugal.

Sua avó é prima de Luiz Carlos Bresser-Pereira, Knight of Your Majesty the Queen, Grand Officier de la Légion d'Honneur, três vezes ministro, primeiro decano da FGV, professor da Sorbonne, fundador do PSDB, autor de mais de 50 livros e um dos 30 brasileiros mais citados em trabalhos acadêmicos; de Sylvio Luiz Bresser-Pereira, fundador do Banco Fator e da Escola Lourenço Castanho; e Sérgio Luiz Bresser-Pereira, superintendente na Finep, ex-superintendente da Sabesp e CPTM.

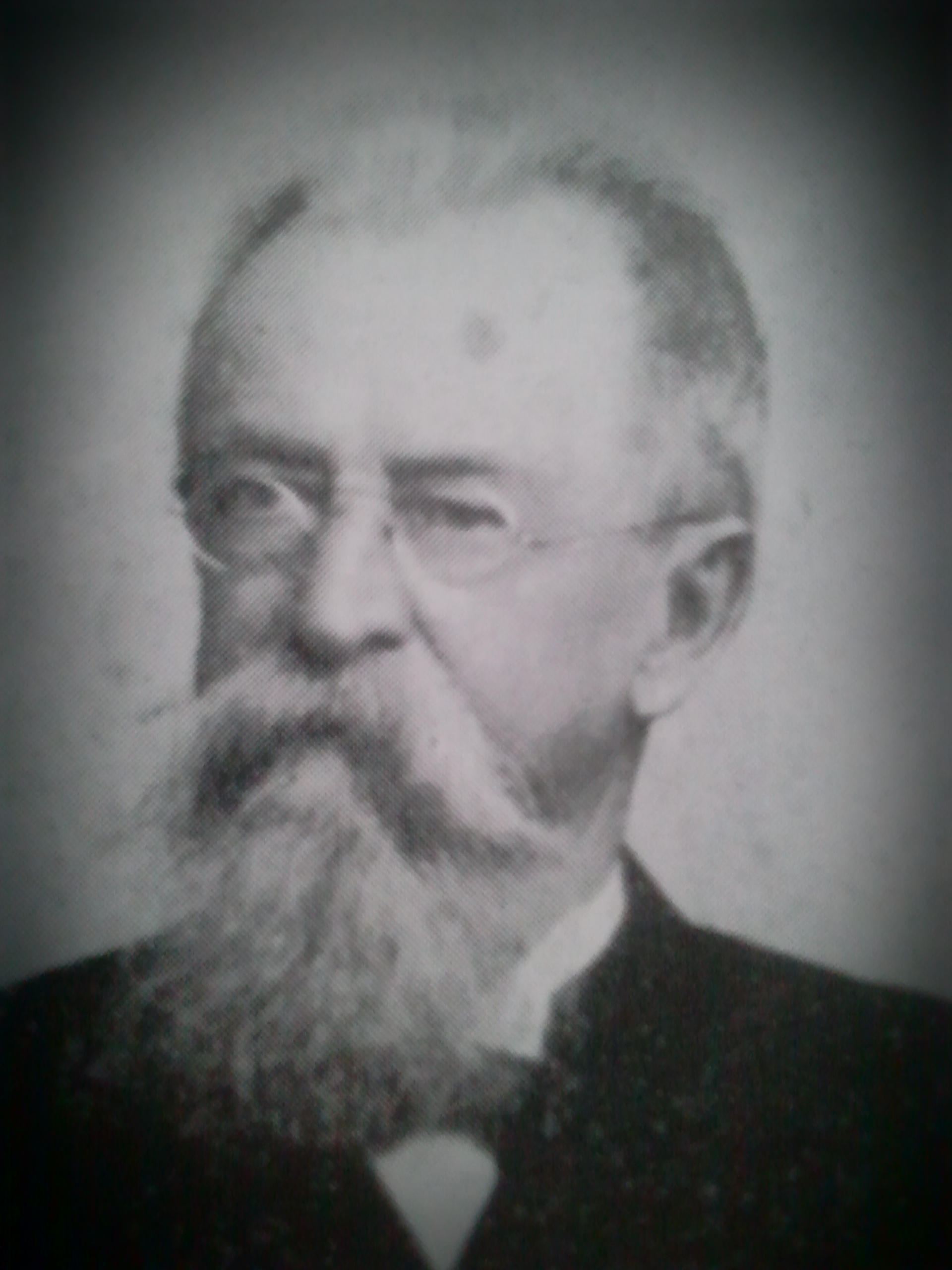
Carlos Augusto Bresser, pioneiro da indústria paulista, tio-tetravô de de Luisa Bresser
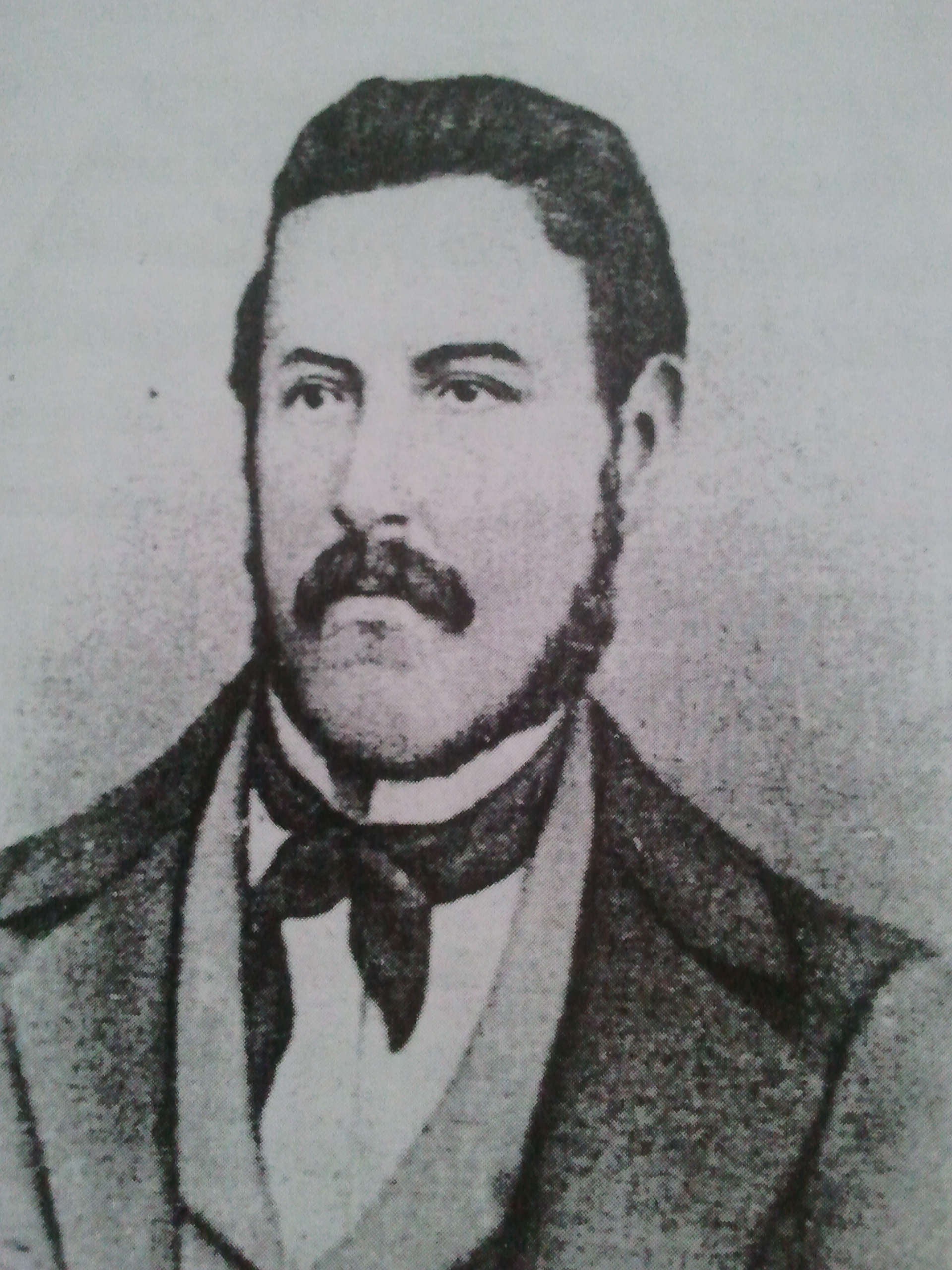
Carlos Abrão Bresser, Diretor de Estradas de São Paulo, pentavô de Luisa Bresser
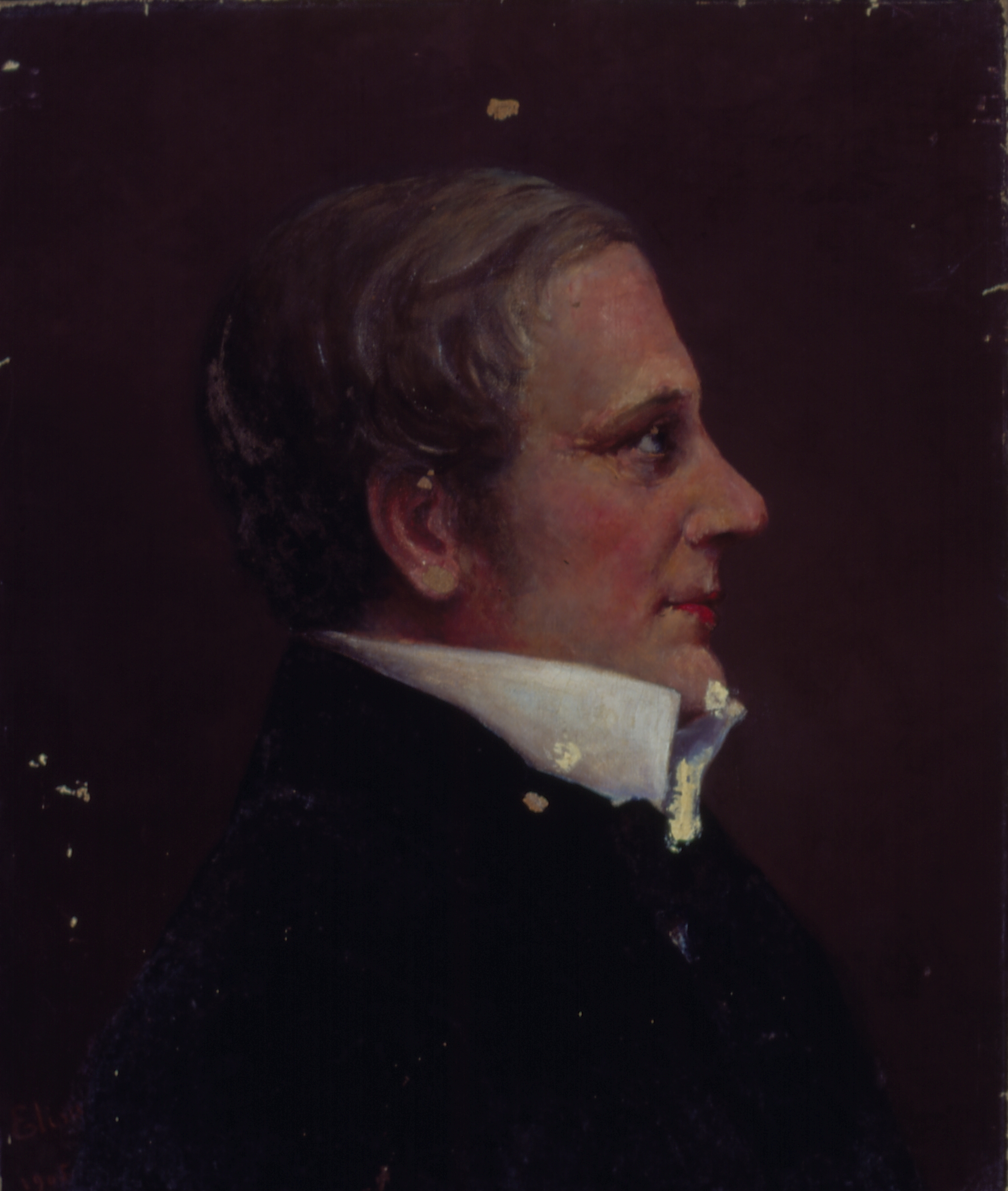
Daniel Pedro Müller, Governador das Armas de Santa Catarina, tio-pentavô de Luisa Bresser
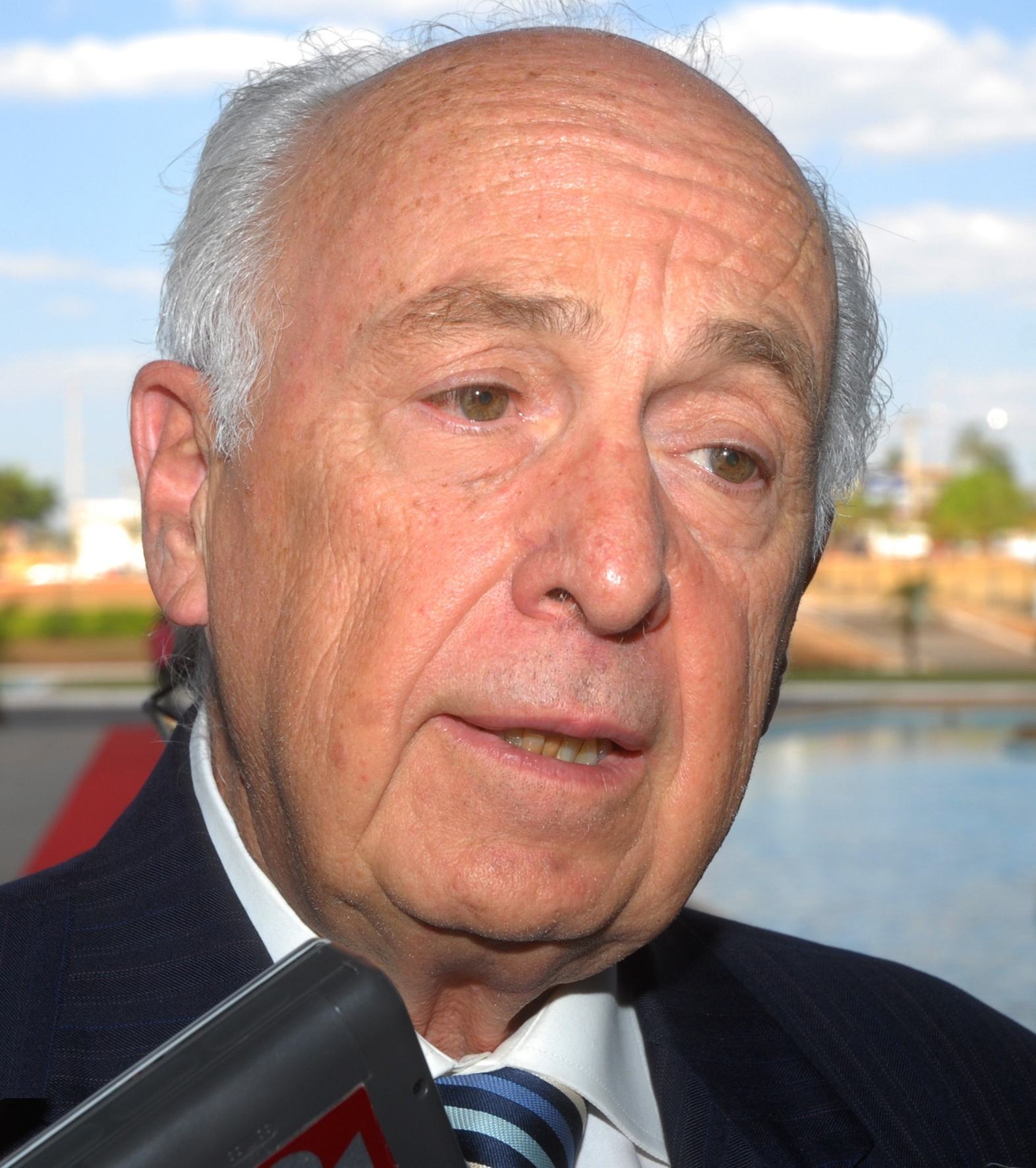
Luiz Carlos Bresser-Pereira, Cavaleiro de Sua Majestade a Rainha da Inglaterra, primo de 3º grau de Luisa Bresser.
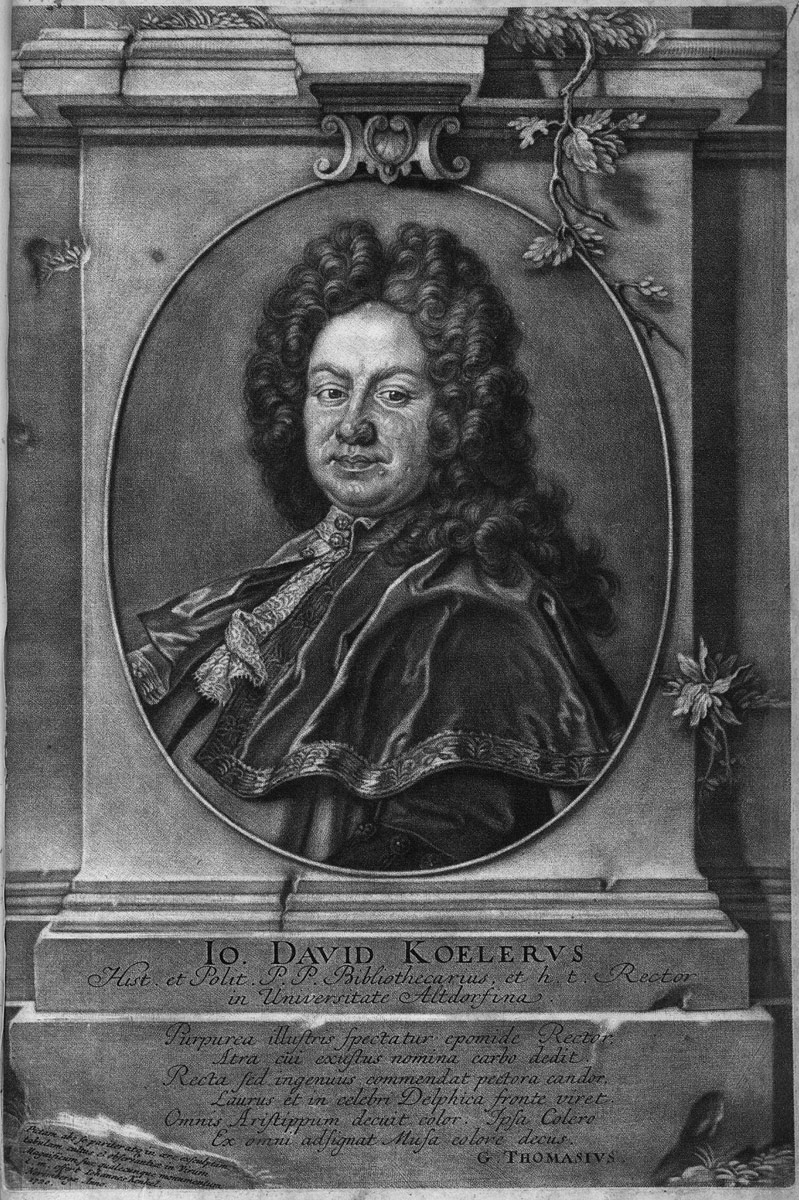
Johann David Köhler, pioneiro da biblioteconomia moderna, octavô de Luisa Bresser

## Filmografia

### Televisão
| Ano  | Título       | Personagem     | Ref. |
| ---- | ------------ | -------------- | ---- |
| 2022 | Poliana Moça | Helena Rogatto |      |

## Teatro
| Ano  | Título                                           | Personagem       |
| ---- | ------------------------------------------------ | ---------------- |
| 2019 | Billy Elliot                                     | Debbie Wilkinson |
| 2019 | Escola do Rock                                   | Summer Hathaway  |
| 2021 | Heathers – Teen Edition                          | Veronica Sawyer  |
| 2021 | Charlie e a Fantástica Fábrica de Chocolate      | Veruca Salt      |
| 2025 | Wicked – A História Não Contada das Bruxas de Oz | Nessarose Thropp |